# Incontri internazionali di rugby a 15 di metà anno 2001
A metà anno è tradizione che le selezioni di rugby a 15, europee in particolare, ma non solo, si rechino fuori dall'Europa o nell'emisfero sud per alcuni test. Si disputano però anche molti incontri tra nazionali dello stesso emisfero Sud, che precedono, dal 1996, la disputa del Tri Nations.
Nel 2001 la tradizione non viene meno, malgrado le squadre europee sovente debbano fare i conti con molte assenze.
Evento dell'anno è il tour dei British and Irish Lions in Australia. La selezione delle Isole Britanniche perde negli ultimi minuti il terzo test e la serie.
| Brisbane 30 giugno 2001 | Australia | 13 – 29 | Isole Britanniche | Woolonga |

| Melbourne 7 luglio 2001 | Australia | 35 – 14 | Isole Britanniche | Colonial |

| Sydney 14 luglio 2001 | Australia | 29 – 23 | Isole Britanniche | Stadium Australia |

- Pesante sconfitta interna per la Romania contro l'Irlanda:

| Bucarest 2 giugno 2001 | Romania | 3 – 37 | Irlanda |  |

- Australia e Nuova Zelanda preparano gli impegni successivi:

| Sydney 9 giugno 2001 | Australia XV | 41 – 29 | New Zealand Māori | Football Stadium |

| Albany 16 giugno 2001 | Nuova Zelanda | 50 – 6 | Samoa |  |

- L'Italia si reca in Namibia, Sudafrica, Uruguay e Argentina

| Windhoek 23 giugno 2001 | Namibia | 24 – 49 | Italia |  |

| Port Elizabeth 30 giugno 2001 | Sudafrica | 60 – 14 | Italia | Boet Erasmus |

| Montevideo 7 luglio 2001 | Uruguay | 3 – 14 | Italia |  |

| Buenos Aires 14 luglio 2001 | Argentina | 38 – 17 | Italia | Etcheverry |

- Galles in Giappone: facile tour per una rinnovata squadra gallese.

| Osaka 10 giugno 2001 | Giappone | 10 – 64 | Galles | Hanazono |

--
| Tokyo 17 giugno 2001 | Giappone | 30 – 53 | Galles | Chichibu |

--
- Inghilterra in Nord America: con i migliori giocatori impegnati con i Lions, è una nazionale di rincalzo a recarsi in Nord America

| Markham (Canada) 2 giugno 2001 | Canada | 10 – 22 | Inghilterra |  |

| Burnaby 9 giugno 2001 | Canada | 20 – 59 | Inghilterra |  |

| San Francisco 16 giugno 2001 | Stati Uniti | 19 – 48 | Inghilterra |  |

- La Francia visita Sudafrica e Nuova Zelanda e ottiene un prestigioso successo in Sudafrica.

| Johannesburg 16 giugno 2001 | Sudafrica | 23 – 32 | Francia | Ellis Park |

| Durban 23 giugno 2001 | Sudafrica | 20 – 15 | Francia | King's Park |

| Wellington 30 giugno 2001 | Nuova Zelanda | 37 – 12 | Francia |  |

- L'Argentina subisce contro la Nuova Zelanda una pesante sconfitta:

| Christchurch 23 giugno 2001 | Nuova Zelanda | 67 – 19 | Argentina |  |

- La Spagna si reca in Sudamerica. Un test ufficiale con l'Uruguay.

| Montevideo 1º settembre 2001 | Uruguay | 14 – 16 | Spagna |  |

- Altri test:

| Honiara 16 giugno 2001 | Isole Salomone | 11 – 3 | Vanuatu |  |

| Buenos Aires 12 aprile 2001 | Argentina XV | 69 – 0 | Uruguay |  |

| Cancun 19 maggio 2001 | Messico | 14 – 20 | Isole Cayman |  |

| Seul 20 maggio 2001 | Corea del Sud | 74 – 22 | Taiwan |  |

| taipei 27 maggio 2001 | Taiwan | 15 – 65 | Giappone |  |

| Dubai 26 giugno 2001 | Arabian Gulf | 55 – 22 | Hong Kong |  |

| 30 giugno 2001 | Singapore | 13 – 6 | Thailandia |  |

| Kampala 21 luglio 2001 | Uganda | 8 – 12 | Kenya |  |

| Nairobi 29 settembre 2001 | Kenya | 44 – 17 | Uganda |  |